# Prader-Willis syndrom
Prader-Willis syndrom (PWS) är en kromosomavvikelse som drabbar ungefär 6–8 barn i Sverige varje år. Syndromet är inte ärftligt utan beror på en så kallad nymutation i arvsmassan. Vanliga symtom är kortväxthet, fetma på grund av en onormal fixering vid mat (hyperfagi), skolios, skelning och onormalt låg produktion av könshormon. Det är ett genetiskt tillstånd som ofta är associerat med mild till måttlig intellektuell funktionsnedsättning.
En person med Prader-Willis syndrom har lägre eller ingen mättnadskänsla. Kaloribehovet är lägre än hos andra barn i samma ålder, vilket innebär att barn med PWS måste undvika att äta mat som innehåller mycket socker och fett. De behöver äta omättade och fleromättade fetter, men i mindre mängd. De som inte har någon mättnadskänsla alls har ett lägre kaloribehov än de barn med PWS som har något högre mättnadskänsla, det vill säga 40–50 procents lägre kaloribehov. Ytterligare synliga tecken är små händer och fötter, mandelformade ögon och slappa muskler.

## Historik
Det beskrevs först 1956 av de schweiziska forskarna Andrea Prader, Heinrich Willi, Alexis Labhart, Andrew Ziegler och Guido Fanconi, och fick sitt namn efter de två barnläkarna Prader och Willi.

## Orsak
De flesta av dem som har Prader-Willis syndrom saknar en liten del (deletion) av kromosom 15 (15q11-q13). Detta gäller den kromosom som nedärvs paternellt. Se även Angelmans syndrom.

## Behandling
Sondmatning kan behövas under det första året då barnets sugförmåga ofta är nedsatt. Det är även viktigt att koppla in en dietist tidigt för att undvika en alltför kraftig övervikt. Det kan även vara av vikt att ta kontakt med bland annat arbetsterapeut, kurator, logoped, läkare, psykolog, specialpedagog och sjukgymnast.
Behandling med tillväxthormon och daglig träning kan förbättra tillståndet hos personer med Prader-Willis.